# 悪性エナメル上皮腫
悪性エナメル上皮腫（あくせいエナメルじょうひしゅ）とは、既存のエナメル上皮腫が再発を繰り返し長時間を経て悪性転化を来たした物を指す。生物学的に悪性だけであり、通常のエナメル上皮腫が頭蓋底に浸潤して致死的経過経ても悪性エナメル上皮腫と言わない。
好発部位は、後部下顎である。
一般に局所破壊性の増殖が著しく、顎骨周囲の軟組織への浸潤増殖を示す。また、肺や頸部リンパ節に転移する。
組織学的には、エナメル上皮腫の特徴はあるが細胞の多型性、異型性、核分裂など様々な程度の悪性像が見られる。
なお、2005年のWHO分類によって、悪性エナメル上皮腫は歯原性癌腫の項目に含まれるようになり、以下の4つに分類が変更になった。
- 転移性（悪性）エナメル上皮腫
- エナメル上皮癌
  - 原発型
  - 二次型（骨内性）
  - 二次型（周辺性）